# The Man and The Journey
The Man and the Journey è una suite musicale in due parti del gruppo musicale britannico Pink Floyd eseguita dal vivo in una serie di concerti nel 1969 che integravano performance con attori che costruivano un tavolo e bevevano tè sul palco. Consiste in alcune delle loro prime canzoni, altre ancora inedite e altre ancora che vennero poi incluse negli album More, Ummagumma e Relics.

## Storia
Dopo che Barrett aveva lasciato il gruppo, alla ricerca di nuova ispirazione, il gruppo pensò di realizzare un nuovo lavoro rielaborando alcuni brani inclusi nel primo album integrandoli con altri di nuova composizione in un unico lavoro che avrebbe dovuto essere rappresentato dal vivo nel 1969, The Man and the Journey. L'opera venne rappresentata durante l'anno a partire dalla fine di marzo ma non venne registrata ufficialmente dal gruppo ma solo da uno spettatore. L'idea alla base del progetto, ovvero diverse canzoni legate da un tema, fu poi alla base di alcuni lavori successivi del gruppo, soprattutto grazie alle composizioni di Roger Waters.

## Esecuzioni dal vivo
La suite venne eseguita per la prima volta il 14 aprile 1969 a Londra nella Royal Festival Hall, durante un evento nominato The Massed Gadgets of Auximenes - More Furious Madness from Pink Floyd. La registrazione di miglior qualità delle suite è quella del concerto svoltosi al Concertgebouw di Amsterdam il 17 settembre, effettuata dalla VPRO, una radio olandese che trasmise lo show; fu distribuita come bootleg e l'unica a essere stata poi pubblicata ufficialmente nel novembre 2016 come parte del terzo volume della raccolta The Early Years 1965-1972, ossia 1969: Dramatis/ation. La pubblicazione ufficiale di un'esibizione live era stata già considerata nel 1969, ma l'idea fu poi abbandonata poiché si decise di pubblicare al suo posto un doppio album con altri brani dal vivo, Ummagumma.

## Trama
Le due parti che compongono la suite raccontano la storia di uomo e un viaggio che decide di intraprendere. La prima suite in particolare descrive le azioni che compie in una giornata: svegliarsi (Daybreak), lavorare (Work), riposarsi (Afternoon), fare sesso (Doing It), dormire (Sleeping), sognare (Nightmare), e svegliarsi nuovamente (Labyrinth).

## Scaletta
Esempio di scaletta tipica di The Man and The Journey: è riportata quella del concerto di Amsterdam (l'unico ad essere pubblicato ufficialmente), ma spesso era soggetta a molte variazioni.
The Man
1. Daybreak (Grantchester Meadows, da Ummagumma) – 8:14 (Roger Waters)
2. Work – 4:12 (Roger Waters, David Gilmour, Richard Wright, Nick Mason)
3. Afternoon (Biding My Time, da Relics) – 6:38 (Roger Waters)
4. Doing It (The Grand Vizier's Garden Party (Entertainment), da Ummagumma) – 3:54 (Roger Waters, David Gilmour, Richard Wright, Nick Mason)
5. Sleeping (Quicksilver, da Soundtrack from the Film More) – 4:36 (Roger Waters, David Gilmour, Richard Wright, Nick Mason)
6. Nightmare (Cymbaline, da Soundtrack from the Film More) – 9:14 (Roger Waters)
7. Labyrinth – 1:11 (Roger Waters, David Gilmour, Richard Wright, Nick Mason)

The Journey
1. The Beginning (Green Is the Colour, da Soundtrack from the Film More) – 3:23 (Roger Waters)
2. Beset By Creatures of the Deep (Careful with That Axe, Eugene) – 6:27 (Roger Waters, David Gilmour, Richard Wright, Nick Mason)
3. The Narrow Way, Part 3 (da Ummagumma) – 5:10 (David Gilmour)
4. The Pink Jungle (Pow R. Toc H., da The Piper at the Gates of Dawn) – 4:56 (Syd Barrett, Roger Waters, Richard Wright, Nick Mason)
5. The Labyrinths of Auximenes – 3:20 (Roger Waters, David Gilmour, Richard Wright, Nick Mason)
6. Footsteps / Doors – 3:12 (Roger Waters, David Gilmour, Richard Wright, Nick Mason)
7. Behold the Temple of Light – 5:32 (Roger Waters, David Gilmour, Richard Wright, Nick Mason)
8. The End of the Beginning (A Saucerful of Secrets (Pt. 4: Celestial Voices), dall'omonimo album) – 6:31 (Roger Waters, David Gilmour, Richard Wright, Nick Mason)